# 许寿真

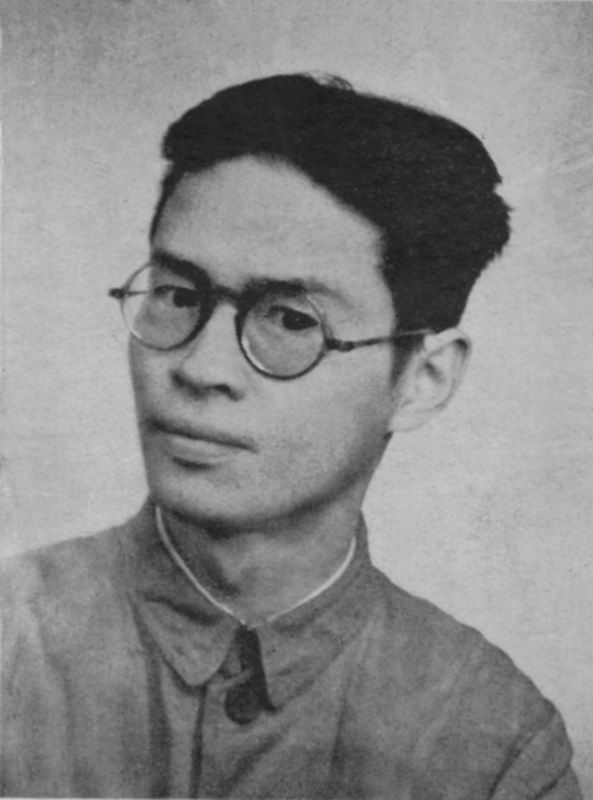

许寿真（1914年—1949年12月7日），世界语名Eltunko，又名徐桑，曾用笔名许柏年、受箴、燕东柯等。江苏无锡人。中国世界语者，中国共产党党员。成都十二桥惨案遇难者之一。

## 生平
许寿真之父是西安铁路局高级职员，其家紧邻七贤庄八路军西安办事处。年轻时，许寿真受进步思想影响并从军。1932年，他在陕西潼关西北军服役时，参加了军官李绵组织的世界语学习小组。1934年，他经李绵和薛向晨资助，到上海世界语者协会学习世界语。此后，他回到西安，参加西京世界语学会的活动。1935年，他加入中国共产党。1937年后，他创办了《西安世界语者》杂志，并且驻西京世界语学会工作。后来他因为从事抗日救亡运动而被逮捕。获释之后，他于1939年冬到达重庆，此后他参加了世界语函授学社的工作。1941年，他到成都，此后他曾担任中学教员和报社编辑，因为从事进步活动而被辞退。其间，他举办世界语学习班，还编辑出版了世界语《新闻记者》、《中国音乐》、《漫画新闻》等杂志，编辑《中国抗战歌选》。1948年，他因从事反对中国国民党的斗争而被捕，于1949年12月7日在成都十二桥惨案中被枪决。
1984年12月13日，中共成都市委做出决定，承认许寿真的中国共产党党籍。